# Histiotus alienus
Histiotus alienus — вид ссавців родини лиликових. 

## Проживання, поведінка
Країна поширення: Бразилія. Відомий тільки з типової місцевості.

## Загрози та охорона
Не відомі.